# بردا بی‌ای.۶۴
بردا بی‌ای. ۶۴ (به انگلیسی: Breda_Ba.64) یک هواگرد ملخ‌پیشین تک‌موتوره از نوع هواگرد تهاجمی ساخت شرکت Ernesto Breda است. هواگرد بردا بی‌ای. ۶۴ نخستین پروازش را در ۱۹۳۴ میلادی انجام داد. این هواگرد در سال ۱۹۳۷ میلادی رسماً معرفی گردید. در مجموع، تعداد ۴۲ فروند از این هواگرد ساخته شده‌است.
طراح این هواگرد، Antonio Parano and Giuseppe Panzeri بود.